# 발다사레 카스틸리오네

발다사레 카스틸리오네(Baldassare Castiglione, 1478년 12월 6일 – 1529년 2월 2일), 카사티코 백작은 이탈리아의 궁정, 외교관, 군인 및 저명한 르네상스 작가였다.
그는 궁정의 예절과 도덕성에 대한 질문을 다루는 의례서를 썼다. 그것은 16세기 유럽 궁정계에 큰 영향을 미쳤다.
카스티글리오네는 만토바 (롬바르디아) 근처의 카사티코에서 어머니 루이지아 곤자가(Luigia Gonzaga)를 통해 만토바의 지배자 곤자가( Gonzagas of Mantua)와 연결된 소수 귀족 가문에서 태어났다.
1499년에 카스틸리오네의 아버지가 예기치 않게 세상을 떠났고 카스티글리오네는 가족의 남자 가장의 자리를 차지하기 위해 카사티코로 돌아왔다. 따라서 카스티글리오네의 임무에는 만토바 후작인 프란체스코 2세 곤자가 궁정을 대표하는 수많은 공식 및 외교 사절이 포함되었으며, 그해에 프랑스의 루이 12세가 밀라노에 입성 할 때 카스티글리오네와 동행하게 되었다. 로마 외교 사절단에서 카스티글리오네는 엘리사베타 곤차가의 남편을 만났다. 그리고 1504년에 마지못해 프란체스코는 카스티글리오네가 그 궁정을 떠나 거주하는 것을 허락했다.
1508년 프란체스코 마리아 델라 로베 레가 귀도발도가 죽자 우르비노 공작이 되었고 카스티글리오네는 그의 궁정에 남았다. 그와 교황청 국가의 총사령관으로 임명된 새로운 공작은 이탈리아 전쟁의 한 에피소드인 교황 율리우스 2세의 베니스 원정에 참여했다. 이를 위해 공작은 카스티글리오네에게 페사로 근처의 요새화된 언덕 마을인 노빌라라 백작의 칭호를 수여했다. 1512년 교황 레오 10세가 선출되었을 때 카스티글리오네는 우르비노에서 대사로 로마로 파견되었다. 그곳에서 그는 많은 예술가와 작가들과 우호적이었다.
1516년 카스틸리오네는 만투아로 돌아와 다른 만투아 귀족 가문의 후손인 아주 어린 이폴리타 토렐리와 결혼했다. 이폴리타는 결혼한 지 4년 만에 사망했고 카스티글리오네는 만토바 공작의 대사로 로마에 머물렀다. 1521년 교황 레오 엑스 그에게 톤수라 (첫 번째 사제 의식)를 양보하고 카스틸리오네의 두 번째 성직 생활을 시작했다.
1524년 교황 클레멘스 7세는 카스티글리오네를 마드리드의 교황 대사 ( 교황 좌 대사)로 스페인에 파견했으며, 이 역할에서 그는 카를 5세의 궁정을 따라 톨레도, 세비야, 그라나다 로 갔다. 1527년 로마 약탈 당시 교황 클레멘스 7 세는 카스티글리오네가 스페인 황제와 "특별한 우정"을 갖고 있다고 의심했다. 스페인이 영원한 도시에 대해 계획하고 있는 것을 조사하는 것이 그의 의무였다. 한편, 인본주의자 후안 드 발데스 의 쌍둥이 형제이자 황제의 비서인 알폰소 데 발데스는 자루가 성직자의 죄에 대한 신의 형벌이었다고 공개적으로 선언했다.
카스틸리오네는 부르고스에서 온 유명한 두 통의 편지로 교황과 발데스에게 답장을 보냈다. 그는 로마 약탈에 대한 발데스의 논평에 대해 진지하고 장황하게 발데스에게 일을 맡겼다. 교황에게 보낸 편지(1527년 12월 10일자)에서 그는 바티칸 정책을 대담하게 비판했으며, 바티칸 자체의 모순과 동요가 황제와 공정한 합의를 추구한다는 목표를 훼손하고 카를 5세를 자극했다고 주장했다.
모든 기대에도 불구하고 카스틸리오네는 교황의 사과를 받았고 황제는 아빌라의 주교 자리를 제안하여 그를 기리기 위해 노력했다. 그는 1529년 톨레도에서 흑사병으로 사망했다.